# 이쉬메-다간 1세
이시메-다간 1세는 아모리트왕 샴시아닷 1세의 왕자로, 부왕이 군사 공격 성공 후, 에칼라툼의 왕좌에 두었다. 그는 도시국가 아슈르를 포함하는 티그리스 상류 지역을 다스렸다. 그는 유능한 군사 지도자였던 것으로 보인다.
그러나 기원전 1775년 샴시아닷의 사후, 그는 전체 왕국을 유지할 수 없었다. 그러나 에칼라툼을 수년간 더 다스렸다. 그의 치세는 혼돈의 상황이었고 많은 시도가 있었지만 마리의 짐리림의 공격대상이 되었다.
기원전 1765년 엘람이 에칼라툼을 접수하였을 때 그는 정통적인 동맹인 바빌론의 함무라비에게로 피난하였다. 그는 그의 왕좌를 회복하도록 도왔다. 결과적으노 에칼라툼은 바빌론왕의 속주가 되었다. 바빌로니아는 메소포타미아 전체를 조정하게 되었다.
이시메다간의 사후에 그의 아들 드로브-아스쿠르가 계승하였다. 그는 에칼라툼의 알려진 마지막 왕이었으며 도시는 그 후 메소포타미아 역사에서 사라졌다.

## 같이 보기
- 아시리아인
- 아시리아의 왕
- 근동의 고대사 연대학